# 吉舎インターチェンジ
吉舎インターチェンジ（きさインターチェンジ）は、広島県三次市にある尾道自動車道のインターチェンジである。

## 歴史
- 2014年（平成26年）3月30日 : 吉舎IC - 三次東IC/JCT間開通に伴い供用開始[1]
- 2015年（平成27年）3月22日 世羅IC - 吉舎IC間開通[2]
- 2017年（平成29年）12月21日：下り線の出口付近の法面が変形したため、下り線の吉舎出口が閉鎖される[3]。
- 2017年（平成29年）12月25日 - 12月28日：法面変形の対策工事のため、上下線の世羅IC - 吉舎IC間で通行止めとなる[4][5]。
- 2018年（平成30年）2月13日：下り線の吉舎出口の閉鎖が解除され、およそ2か月ぶりに通れるようになった[6]。

## 道路
- E54 尾道自動車道（4番）

## 接続する道路
- 国道184号

## 周辺
- セブン-イレブン三次吉舎店

## 隣
E54 尾道自動車道
(3) 甲奴IC - (4) 吉舎IC - (5) 三良坂IC